# NGC 3884
NGC 3884 is een spiraalvormig sterrenstelsel in het sterrenbeeld Leeuw. Het hemelobject werd op 27 april 1785 ontdekt door de Duits-Britse astronoom William Herschel.

## Synoniemen
- UGC 6746
- MCG 4-28-51
- ZWG 127.52
- PGC 36706